# Maria Chełmońska
Maria Chełmońska, z domu Korwin-Szymanowska (ur. 1861, zm. 10 lutego 1942 w Gierczycach) – polska krytyczka sztuki, publicystka, żona Józefa Chełmońskiego.

## Życiorys

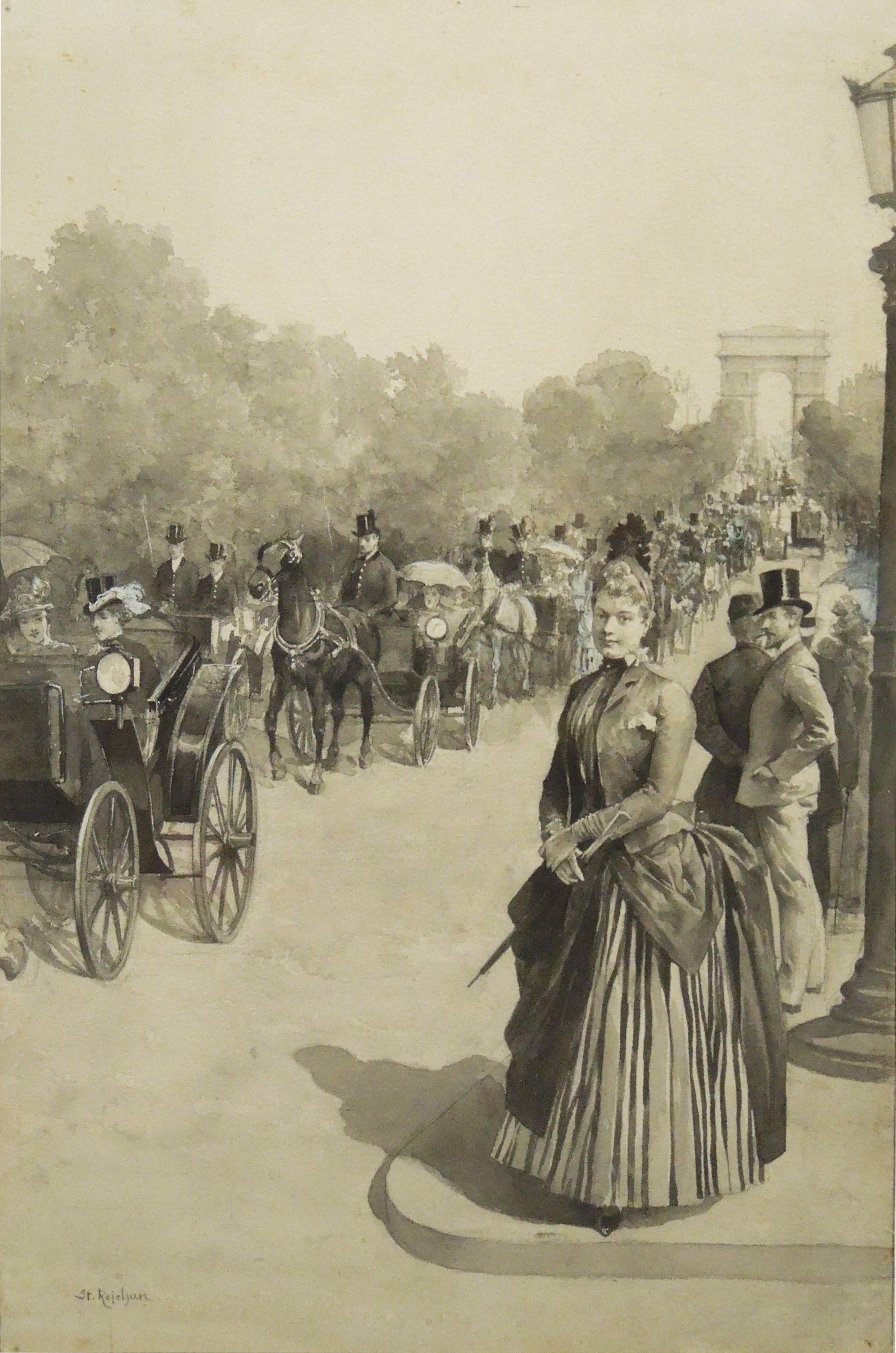
Stanisław Reichan, Na paryskim bulwarze, portret Marii Chełmońskiej, ok. 1884, rysunek na papierze, Muzeum Narodowe w Warszawie

Była córką Elżbiety Klementyny Ślewińskiej (jej krewnym był m.in. malarz Władysław Ślewiński) i Józefa Korwin-Szymanowskiego herbu Jezierza (krewnego Karola Szymanowskiego, zob. Korwin-Szymanowscy). Według relacji Marii Józef Chełmoński wysłał list z Paryża, który do niej dostarczył Stanisław Witkiewicz; Chełmoński zapytywał, czy Maria jest z kimś zaręczona. 18 kwietnia lub czerwca 1878 roku wyszła za mąż za Józefa Chełmońskiego w kościele Narodzenia Najświętszej Maryi Panny w Warszawie, do ołtarza prowadził ją Wojciech Gerson lub Kajetan Ślewiński, a świadkiem ślubu był Stanisław Witkiewicz. Wyjechała wraz z mężem do Paryża, po drodze do Francji nowożeńcy odwiedzili Wiedeń i Wenecję. 
Po powrocie na ziemie polskie małżonkowie zamieszkali początkowo w Warszawie przy ul. Widok u Umińskich, a następnie w dworku w Kuklówce. Na skutek trudnej sytuacji ekonomicznej, w jakiej się znaleźli, pragnęła podjąć pracę zarobkową, na co jednak małżonek nie wyraził zgody. Troje z siedmiorga jej dzieci zmarło w wieku niemowlęcym. 
Według jednego ze źródeł wyjechała do Stanów Zjednoczonych, aby sprzedawać obrazy męża, wróciła w ciąży. W latach 90. XIX wieku pozostawała z mężem w separacji, okoliczności temu towarzyszące są mało poznane, Chełmońscy rozeszli się we wrześniu 1890 roku. Józef Chełmoński nie uznał ojcostwa najmłodszej córki Wandy (ur. 13 stycznia 1891 roku) i sam wychowywał pozostałe trzy córki: Marię, Zofię i Jadwigę w Kuklówce, Maria nie miała kontaktu z tymi dziećmi przez brak zgody nań ze strony męża. Po rozstaniu wyjechała do Warszawy, gdzie zamieszkała u swego brata. Zajmowała się krytyką artystyczną, publikowała m.in. w „Kurierze Niedzielnym”, którego była redaktorką naczelną. Pracowała także w redakcji „Bluszczu”. Założyła własne wydawnictwo; w 1901 roku wydała Album biograficzne Zasłużonych Polaków i Polek w XIX wieku. 
Podczas II wojny światowej została wysiedlona z Poznania przez Niemców i wyjechała z córką Wandą i wnuczką Krystyną do dworu Łempickich w Gierczycach. Pochowano ją w kaplicy grobowej Łempickich na cmentarzu w Gierczycach, o jej pochówku wspomina tablica pamiątkowa na figurze z rzeźbą anioła na tymże cmentarzu (miejsce jej pochówku było przez wiele lat znane tylko najbliższej rodzinie).
Stanisław Reichan wykonał co najmniej dwa portrety Chełmońskiej: rysunek pt. Na paryskim bulwarze - Maria Chełmońska na Champs Elysées oraz płótno olejne; obie prace znajdują się w kolekcji Muzeum Narodowego w Warszawie.
W Zbiorach Specjalnych Instytutu Sztuki PAN znajdują się jej rękopiśmienne wspomnienia, w których przedstawiła męża w pozytywnym świetle.